# Jindřich Michal Hýzrle z Chodů
Jindřich Michal Hýzrle z Chodů (10. ledna 1575 – 18. dubna 1665, Praha) byl český šlechtic z vladycké rodiny Hýzrlů z Chodů z Loketska a válečník (krýksman). Napsal knihu Život, v němž se ukazují některé jízdy a tažení.

## Život

### Původ a mládí
Narodil se jako prvorozený syn rytíře Kryštofa Hýzrleho z Chodů a na Hodkově a Ludmily Robmhapové ze Suché († 1608) v roce 1575. Jeho rodiče uzavřeli sňatek o dva roky dříve. Na křtiny Jindřicha Michala byl pozván nejvyšší purkrabí Vilém z Rožmberka (1535–1592), rada komorního soudu Adam Slavata z Chlumu a Košumberka (1546–1616), místopísař Vilém Malovec z Malovic a další páni, rytíři i bohatí měšťané. První vzdělání získával od svých sedmi let asi na nějaké městské škole poblíž rodné tvrze Zálezly v jižních Čechách.

### Ve službách arcivévody Arnošta
V roce 1584 jeho otec požádal vojevůdce a císařského generála Jana z Pernštejna (1561–1597) o zprostředkování synova pobytu u dvora. Jindřich Michal vstoupil v roce 1587 do služeb arcivévody Arnošta Rakouského ve Vídni a stal se jedním z jeho pážat. V arcivévodově družině procestoval značnou část západní Evropy. V roce 1593 se zúčastnil výpravy z Vídně do Prahy a dále přes Norimberk, Würzburg, Frankfurt nad Mohanem, Mohuč, Porýní a Lucemburk do španělského Nizozemí, kde v Bruselu arcivévoda Arnošt v letech 1593–1595 působil jako místodržitel. Postupně si osvojoval základy dvorského chování, učil se cizí jazyky, mezi nimi latinu, němčinu, italštinu, španělštinu a zdokonaloval se ve válečném umění.

### Války s Turkem
| „                                  | Majíce já pak velikou chuť a mysl k krýksmanství [válečnictví], obzvláště proti nepříteli Turku abych se potřebovati dal, umínil sem se na někderej rok od Jeho Milosti [arciknížete Arnošta, místodržitele Bruselu] vyprositi a svýho štěstí koštovati. | “ |
| — Příběhy Jindřicha Hýzrla z Chodů | |   |

Nakonec se rozhodl pro vojenskou kariéru, které pak zůstal věrný skoro po celý zbytek svého dlouhého života. Od roku 1591 zuřila patnáctiletá habsbursko-turecká válka. V roce 1594 odcestoval poštovním kočárem z Bruselu do Ulmu, kde se nalodil a po Dunaji se dopravil do Řezna. Tam se seznámil s habsburským důstojníkem Kryštofem z Teufenbachu a na jeho lodi pokračoval do Vídně. Turci tehdy neprodyšně obklíčili strategicky důležitost pevnost Győr (Raab). Na podzim 1594 ještě do bojů nezasáhl, zimu strávil v rodinné tvrzi v Zálezlích a na jaře 1595 se zdržoval na dvoře císaře Rudolfa II. (císařem 1576–1612) v Praze. V Uhrách bojoval proti Turkům jako rytmistr, potom jako plukovník. V roce 1596 si vychutnal vítězství žoldnéřského pluku Viléma Trčky z Lípy, jehož byl součástí jako důstojnický čekatel s měsíčním žoldem 32 zlatých, v bitvě u Hatvánu.
Po smrti svého strýce Jana Hýzrleho z Chodů na Cholupicích, Kunraticích a Popovicích zdědil veškerý jeho majetek, a proto v roce 1597 odejel z bojiště. Šest let strávil s nově založenou rodinou, v létě 1603 se postavil do vedení stovky arkebuzírů v pěším pluku Ladislava ze Šternberka. V roce 1604 táhl do Uher jako rytmistr 150 jezdců v pluku Volfa Ilburka Vřesovce z Vřesovic. Tehdy začalo povstání Štěpána Bočkaje a císařský generál Giorgio Basta (1544–1607) neměl na výplatu žoldu. Proto na přelomu let 1604–1605 vyslal Jindřicha Michala, Albrechta z Valdštejna a dalších dvacet osob z Prešova přes Levoču, Kežmarok, Debno, Bielsko, Český Těšín, Frýdek, Hranice, Olomouc, Moravskou Třebovou, Litomyšl, Kolín, Český Brod do Prahy, aby chybějící peníze pro žoldnéře obstarali. Stejnou cestou se i vrátili.
Na konci roku 1605 táhl ke Skalici. Po uzavření žitvatarockého příměří mezi Habsburky a sultánem v listopadu 1606 se vrátil do Čech. Od února 1607 do jara 1608 cestoval po Evropě. Navštívil Linec, Salcburk, Mnichov, Augsburg, Stuttgart, Štrasburk, Nancy, Fontainebleau a Paříž, kde strávil více než tři měsíce. Poté odcestoval do Normandie, kde pobýval v Rouenu. V Londýně strávil asi pět měsíců. Nato zamířil do Antverp a Bruselu, kde se zdržel čtyři měsíce. Po smrti dcery se přes Stuttgart, Ulm, Donauwörth a Ingolstadt a Řezno vrátil do Čech.
V roce 1610 byl současně komorníkem pasovského a štrasburského biskupa arcivévody Leopolda, bratra pozdějšího císaře Ferdinanda II. a nejvyšším zbrojmistrem koruny České. Za pasovského vpádu na tuto „dvojkolejnost“ doplatil, s rodinou byl dva měsíce držen v domě Popelů z Lobkowicz na Hradčanském náměstí. Nadále se raději přestal politicky angažovat. Rudolf II. ho však za dřívější podporu v létě 1611 povýšil do stavu říšských svobodných pánů. Ve službách pasovského biskupa zůstal do roku 1616 nebo 1618. V letech 1616–1618 byl komorníkem markraběte Karla Burgavského.

### Třicetiletá válka
V Čechách pociťoval nedůvěru, čeští stavové nezapomněli jeho zrádné chování během vpádu pasovských do Čech. Hned na počátku českého stavovského povstání se přidal k císaři. Manželku s dětmi přestěhoval na venkovský statek Opálka k Juditě Novohradské z Kolowrat a později na bezpečnější místo u Pasova. V roce 1619 bojoval u Křemže proti Jindřichu Matyáši Thurnovi, zúčastnil se Dampierrova neúspěšného výpadu na Moravu a později Buquoyova tažení do Čech. Na Bílé hoře (podobně jako Valdštejn) nebojoval, raději obsazoval města na Žatecku.
Za jeho zásluhy pro habsburský rod mu na konci roku 1622 královská komora výhodně prodala tvrze Čestice, Lčovice, dvanáct okolních vsí a přilehlých poplužních dvorů v Prácheňsku. Statky zaplatil z válečné kořisti a ze žoldu. Toto zboží bylo dříve zkonfiskováno Janu Jiřímu Hodějovskému z Hodějova. V roce 1629 propuklo ve Lčovicích nevolnické povstání, které bylo tvrdě potlačeno. Čestice prodal v roce 1651 své manželce Eleonoře Alžbětě z Donína. Z císařského nařízení prováděl v Prácheňském a sousedním Bechyňském kraji rekatolizaci.
V roce 1626 nebo 1628 byl povýšen do panského stavu v Čechách. V roce 1631 byl jmenován velitelem císařské posádky v Českých Budějovicích, které se během saského vpádu do Čech (16321–1632) staly dočasným sídlem zemských úřadů, místem konání zemského sněmu a přechodným úložištěm desk zemských a korunovačních klenotů. Od roku 1633 žil ve Lčovicích. Přes všechny životní peripetie se dožil téměř 91 let.

## Majetek
Jako dědictví získal v roce 1597 veškerý majetek strýce Jana Hýzrleho z Chodů. V březnu 1618 prodal Zálezly Pavlu Říčanskému z Říčan.
Za zásluhy pro habsburský rod mu na konci roku 1622 královská komora výhodně prodala tvrze Čestice, Lčovice, dvanáct okolních vsí a přilehlých poplužních dvorů v Prácheňsku. Statky zaplatil z válečné kořisti a ze žoldu. Toto zboží bylo dříve zkonfiskováno Janu Jiřímu Hodějovskému z Hodějova. V roce 1629 propuklo ve Lčovicích nevolnické povstání, které bylo tvrdě potlačeno. Čestice prodal v roce 1651 své manželce Eleonoře Alžbětě z Donína. Z císařského nařízení prováděl v Prácheňském a sousedním Bechyňském kraji rekatolizaci.

## Rodina
Jindřich Michal se oženil třikrát. Počátkem září 1597 pojal za manželku Annu Šanovcovou ze Šanova († 1636), dceru zemřelého rytíře a zkušeného vojenského velitele Šebestiána Šanovce ze Šanova. Usadili se v tvrzi v Zálezlích.
Podruhé se v roce 1637 ve věku 62 let oženil s Ludmilou Maxmiliánou Wratislavovou z Mitrowicz († 1644), jeho žena však dlouhodobě chorovala. Byla pohřbena ve františkánském klášteře u Panny Marie Sněžné vedle jeho první choti. Naposledy se oženil v 69 letech s Eleonorou Alžbětou z Donína, dcerou Abrahama III. (II.) z Donína a jeho manželky Eleonory ze Saurma-Jeltsche, sestrou Jindřicha z Donína, po čtyřech letech se jim narodil syn.
Kromě posledního se všechny děti narodily z prvního manželství:
- 1. Zuzana Kateřina (1598–1602)
- 2. Kryštof Vratislav (1599–1602)
- 3. Marie Lukrécie (1600–1608)
- 4. Estera (1603–1616)
- 5. Ludmila Polyxena (* 1605)
- 6. Karel Michal (1606–1652), zdědil Čestice[1]
  - ∞ (1633) Eliška Volfomína Berková z Dubé († 1665), dcera Jindřicha Berky z Dubé a Markéty Hyršpergárovny z Kynycksheimu nebo snad dcera Volfa Berky z Dubé a Aleny Lažanské z Bukové
- 7. Leopold (* 1610); pojmenován Jindřichem Michalem podle svého chlebodárce arcivévody Leopolda.[9]
- 8. Václav Michal Xaver (1612–1688), císařský rytmistr, vlastnil Budkov[1]
  - ∞ Kateřina Ludmila Loková z Netky
- 9. František Michal (1649–1709)
  - 1. ∞ (asi 1695, rozvedeni 1697) Anna Aloisie Maximiliána z Lambergu († 28. 6. 1738 Wrocław), dcera Kašpara Bedřicha z Lambergu a Marie Františky Terezie Hýzrlové z Chodů
  - 2. ∞ Isabela ze Salhauzenu
  - 3. ∞ (23. 5. 1707 Praha) Anna Marie Alžběta z Aspremont-Lyndenu (14. 2. 1646 – 4. 2. 1723 Praha), dcera Ferdinanda z Aspremont-Lyndenu a Alžběty z Fürstenberg-Heiligenbergu

## Literární dílo
Kromě vojenských zájmů měl Jindřich Hýzrle také literární ambice. Od devatenácti let si zaznamenával formou deníku významné události svého života, počínaje kavalírskou cestou, přes vojenské konflikty, jichž byl účasten až po ukončení třicetileté války. Cenné jsou jeho postřehy z cest po Evropě, líčení vojenských tažení, mj. do Uher, a bitev, jichž byl účasten. Přepisoval je česky i německy jím pověřený písař, poslední kapitoly napsal Jindřich sám. Končí kolem roku 1648.
Kodex psaný na pergamenu má v české verzi titul Život, v němž se obsahují některé jízdy a tažení..., žánrově přechází od životopisu přes kroniku k cestopisu . Německou verzi knihy si dal ilustrovat 70 kolorovanými kresbami, které mají uměleckou hodnotu i cenu dokumentu událostí,, například castrum doloris císaře Rudolfa II. při jeho pohřbu ve Svatovítské katedrále, nebo veduta Pražského hradu. Kodex byl roku 1892 zakoupen do Knihovny Národního muzea.. Česká verze byla vydána tiskem teprve roku 1979 pod titulem Příběhy Jindřicha Hýzrla z Chodů, k vydání ji připravila Lydia Petráňová, která se textem zabývala opakovaně i ve svém výzkumu.  Kvality díla byly doceněny roku 2021, kdy Národní muzeum vydalo zmenšené faksimile rukopisu pod titulem Cesty a život Jindřicha Hýzrla z Chodů a k němu v druhém svazku vědecké studie.